# Alter Bahnhof Wittenberg

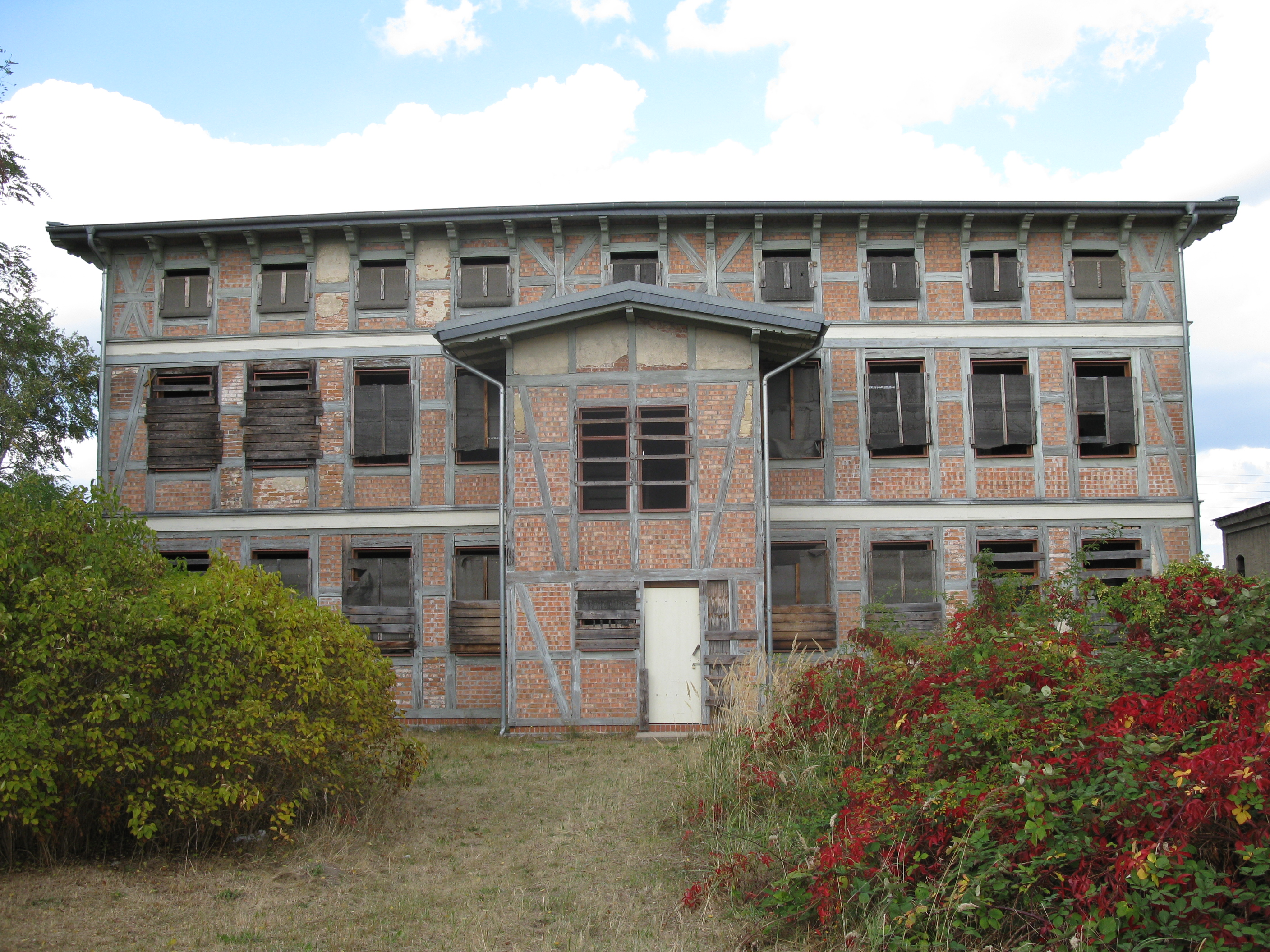
Alter Bahnhof Wittenberg

Der Alte Bahnhof Wittenberg ist eines der ältesten erhaltenen ehemaligen Bahnhofsempfangsgebäude Deutschlands. Er befindet sich in der Straße Am Alten Bahnhof 31 in der Lutherstadt Wittenberg.

## Geschichte

Alter Bahnhof Wittenberg, 1863

Der Alte Bahnhof Wittenberg entstand mit dem Bau der Anhalter Bahn. Am 28. August 1841 wurde die Strecke Wittenberg–Coswig eröffnet. Dies war der erste Tag des Eisenbahnverkehrs in Wittenberg. Der Bahnhof wurde am 10. September 1841 mit der Inbetriebnahme der Gesamtstrecke der Anhalter Bahn zwischen Berlin und Köthen „unter großer Anteilnahme der Bevölkerung und mit einem Festmahl der Prominenz“ feierlich eingeweiht.
Die Streckenführung in Wittenberg war eine andere als heute. Sie verlief nördlich der Stadtmauer außerhalb der damaligen Festungsbauwerke: von der Bahnstrecke aus Berlin kommend etwa entlang der heutigen Annendorfer Straße, Schillerstraße, Zeppelinstraße, Friedrich-Engels-Straße, Melanchthonstraße, Hans-Lufft-Straße und nördlich am Empfangsgebäude des Alten Bahnhofs Wittenberg vorbei, bis zum heutigen Bahnhof Lutherstadt Wittenberg West.
Das Gebäude in Fachwerkbauweise war etwa 600 Meter vor dem Schlosstor entstanden. Neben dem Empfangsgebäude mit Gast- und Wirtschaftsräumen wurden auf dem Eisenbahngelände weitere Gebäude und Anlagen errichtet: ein Saal am westlichen Giebel des Empfangsgebäudes, Gartensalon, Kegelbahn, Wagenremise, Pferdestall, Gewächshaus.
Mit der Eröffnung der Strecke Wittenberg–Halle im Jahre 1859 und der damit notwendig gewordenen Elbüberquerung wurde die Trassenführung in Wittenberg verändert und ein neuer Bahnhof östlich des Elstertors errichtet. Damit wurde der heutige Alte Bahnhof überflüssig. Die Berlin-Anhaltische Eisenbahn-Gesellschaft bot ihn zum Kauf an. Am 26. März 1860 wurde das nicht mehr genutzte Empfangsgebäude für 6500 Taler an einen Maurermeister verkauft. Seitdem wurde es für verschiedene Bestimmungszwecke genutzt, vor allem als Wohngebäude.
Der Alte Bahnhof wurde bereits in der DDR unter Denkmalschutz gestellt. Nach jahrelanger Verwahrlosung ist er heute (2012) baulich gesichert. Das Gebäude kann nur von außen besichtigt werden.